# ديفيد هوبز (سائق سباقات)
ديفيد هوبز (بالإنجليزية: David Hobbs)‏ مواليد 9 يونيو 1939 في وركشير، إنجلترا، هو سائق فورملا 1 بريطاني بدأ مسيرته الاحترافية سنة 1962. كان أول سباق له هو جائزة بريطانيا الكبرى 1967. خاض خلال مسيرته 6 سباقات.

## سباقات شارك فيها
- لو مان 24 ساعة
- بطولة العالم للسيارات الرياضية